# Heinz Flohe
Heinz Flohe (Euskirchen, 28 januari 1948 – aldaar, 15 juni 2013) was een Duits profvoetballer die bijna zijn gehele carrière uitkwam voor 1. FC Köln. Hij behoorde tot de beste middenvelders ter wereld gedurende de jaren 70. Franz Beckenbauer noemde hem de beste Duitse voetballer van zijn generatie. Flohe maakte deel uit van het West-Duitse elftal dat in 1974 wereldkampioen werd in eigen land. Zijn bijnaam was "Flocke".

## Carrière
Flohe begon met voetballen bij het plaatselijk ETSC. In 1966 zette hij zijn loopbaan voort bij 1. FC Köln, waar hij uitgroeide tot een van de beste spelers die de club ooit heeft gehad. Met de club won hij driemaal de DFB-Pokal (1968, 1977, 1978) en in 1978 leidde hij zijn elftal als aanvoerder naar het landskampioenschap. Kranten in Keulen kopten na de winst van de dubbel: "Iedereen houdt van Flocke". Destijds kende 1. FC Köln een uitzonderlijk goede generatie voetballers met enkele spelers van internationale klasse, zoals Toni Schumacher, Wolfgang Overath, Dieter Müller en Hannes Löhr. Ondanks zijn grote talent stond Flohe toch vaak in de schaduw van zijn collega Overath. Zelf hield hij niet van veel aandacht; interviews en uitnodigingen van ARD-Sportschau sloeg hij bijna altijd af. Toch had de middenvelder dit bijna allemaal niet meegemaakt. Hij kon namelijk op jonge leeftijd ook aan de slag bij Schalke 04. Flohe besloot echter bij Die Geißböcke te tekenen, ondanks het magere startsalaris van slechts DM 700,- per maand.
Na het succesvolle seizoen waarin de dubbel werd gepakt, raakte Flohe geblesseerd op het WK 1978 in Argentinië tijdens de groepswedstrijd tegen Italië. Deze blessure had uitwerking op het volgende seizoen. De middenvelder viel veel langer uit dan verwacht en had voortdurend problemen om zijn ritme te hervinden. In de competitie liep het daarom een stuk minder. Toch kende de club nog enig succes door de halve finale van de Europacup I te bereiken. Tijdens de halve eindstrijd eindigde de uitwedstrijd tegen Nottingham Forest nog in een 3-3 gelijkspel. Tijdens de return trok de Engelse landskampioen aan het langste eind; met een niet helemaal fitte Flohe verloor 1. FC Köln met 0-1. Daarna viel de club in een groot gat. Trainer Hennes Weisweiler had geen oog meer voor Flohe en hij werd uitgerangeerd. Het volgende seizoen vertrok de middenvelder daarom naar TSV 1860 München.
De droom om zijn carrière te beëindigen in de Italiaanse Serie A kon Flohe niet meer in vervulling laten gaan. Op 1 december 1979 in de thuiswedstrijd tegen MSV Duisburg werd hij bruut getackeld door verdediger Paul Steiner. Flohe liep daarbij een gecompliceerde scheen- en kuitbeenbreuk op waardoor hij noodgedwongen zijn carrière vroegtijdig moest beëindigen. Flohe sleepte Steiner nadien voor de rechter, maar verloor de zaak omdat bij zijn tegenstander geen opzet kon worden aangetoond.

## Hartproblemen
Flohe kampte jarenlang met hartproblemen. In 1992 werd hij voor de eerste maal geopereerd aan zijn hart. Op 4 januari 2004 moest Flohe opnieuw onder het mes vanwege aanhoudende hartritmestoornissen. Hij ontving toen een nieuwe hartklep. Op 11 mei 2010 zakte Flohe in elkaar toen hij een wandeling maakte met zijn vrouw. De artsen wisten hem te reanimeren maar besloten hem in een vegetatieve toestand te brengen om beschadigingen aan zijn hersenen te voorkomen. Deze situatie zette zich drie jaar voort, totdat Flohe op 15 juni 2013 op 65-jarige leeftijd overleed.

## Erelijst
Met 1. FC Köln:
- Bundesliga: 1978
- DFB-Pokal: 1976, 1977, 1978

Met West-Duitsland:
- Wereldkampioen: 1974

1 Maier ·
2 Vogts ·
3 Breitner ·
4 Schwarzenbeck ·
5 Beckenbauer  ·
6 Höttges ·
7 Wimmer ·
8 Cullman ·
9 Grabowski ·
10 Netzer ·
11 Heynckes ·
12 Overath ·
13 Müller ·
14 Hoeneß ·
15 Flohe ·
16 Bonhof ·
17 Hölzenbein ·
18 Herzog ·
19 Kapellmann ·
20 Kremers ·
21 Nigbur ·
22 Kleff ·
Coach: Schön
1 Maier ·
2 Vogts  ·
3 Dietz ·
4 Rüssmann ·
5 Kaltz ·
6 Bonhof ·
7 Abramczik ·
8 Zimmermann ·
9 Fischer ·
10 Flohe ·
11 Rummenigge ·
12 Schwarzenbeck ·
13 Konopka ·
14 D. Müller ·
15 Beer ·
16 Cullmann ·
17 Hölzenbein ·
18 Zewe ·
19 Worm ·
20 H. Müller ·
21 Kargus ·
22 Burdenski ·
Coach: Schön